# 王树国
王树国（1958年10月1日—），男，河北献县人，中华人民共和国教育家，现任福耀高等研究院院长（福建福耀科技大学校长）。曾任黑龙江省科学技术委员会主任，黑龙江省科学技术厅厅长、哈尔滨工业大学校长、西安交通大学校长。

## 生平
1987年至1989年在法国巴黎国立高等工艺学校进修。1993年破格晋升为教授，被国家科委聘为“863”计划智能机器人专家组副组长。2002年至2014年任哈尔滨工业大学校长。2008年当选第十一届全国人大代表。
2014年4月28日被任命为西安交通大学校长。2018年2月24日，当选为第十三届全国人大代表。2024年3月19日卸任西安交通大学校长职务。同年3月25日，出任福州市福耀高等研究院院长（福建福耀科技大学校长）。

## 社会兼职
兼任国家八六三计划智能机器人主题专家组副组长、国家自然科学基金委员会评审组成员、中国宇航学会机器人专业委员会常务理事、中国自动化学会机器人专业委员会理事等职务。

## 轶事
2023年7月2日上午，西安交通大学举行2023届研究生毕业典礼，校长王树国正在毕业典礼上脱稿致辞，期间突遇大雨，西安交通大学党委书记卢建军为正在致辞的王树国撑起了雨伞。